# Conferința de la Lausanne

Conferința de la Lausanne a fost o conferință care s-a desfășurat la Lausanne, Elveția, în perioada 1922 – 1923. Obiectivul acestei conferințe a fost negocierea unui tratat care să înlocuiască Tratatul de la Sèvres, pe care noua conducere a Turciei în frunte cu Kemal Atatürk nu mai era dispus să-l recunoască drept valid. 
Ședințele conferinței au fost deschise în noiembrie 1922 cu participarea delegaților din Regatul Unit, Franța, Italia și Turcia. Marea Adunare Națională a Turciei i-a trimis la negocieri pe İsmet İnönü, Rıza Nur și pe rabinul șef Nahum. Coordonatorul conferinței a fost ministrul de externe britanic  George Curzon.  Francezii și italienii au presupus că, după Criza Chanak, prestigiul britanicilor era puternic deteriorat. Ei aveau să descopere surprinși că respectul turcilor pentru britanici nu era absolut deloc diminuat, iar trupele franceze au fost obligate să se retragă de pe pozițiile de la Chank, în vreme ce britanicii au rămas pe poziții. 
Conferința a durat 11 săptămâni. În timpul conferinței au luat cuvântul liderul italian Benito Mussolini  și cel francez  Raymond Poincaré. Dezbaterile conferinței au fost marcate de atitudinea nonconformistă a lui İnönü. În timpul atacurilor lordului Curzon la adresa pozițiilor Turciei, İnönü, care avea auzul slăbit, și-a închis aparatul auditiv. După ce Curzon și-a încheiat discursul, İnönü a reiterat cererile inițiale, fără să ia în seamă argumentele omului politic britanic.. La încheierea conferinței, Turcia a acceptat clauzele politice și principiul „libertății strâmtorilor”, aceasta din urmă fiind principala preocupare a britanicilor. Problema statutului regiunii Mosul a rămas în suspensie datorită poziției britanice, conform căreia această zonă trebuie să rămână parte a Irakului. Delegația franceză nu a reușit să atingă niciunul dintre obiectivele pe care și le propusese și, pe 30 ianuarie 1923, a emis o declarație conform cărei Parisul va considera proiectul tratatului nimic mai mult decât o „bază de discuție”. Ca urmare a acestei poziții, Turcia a refuzat semneze tratatul. Pe 4 februarie 1923, Curzon i-a cerut pentru ultima oară lui Ismet Pașa să semneze tratatul, iar atunci când a fost refuzat, a părăsit Laussane noaptea cu Orient Express-ul.
Tratatul de la Lausanne a fost semnat în cele din urmă pe 24 iulie 1923.